# David McLean
David McLean (19 de mayo de 1922 – 12 de octubre de 1995) fue un actor cinematográfico y televisivo estadounidense, conocido por ser el intérprete, desde inicios de la década de 1960, de diversos anuncios comerciales de Marlboro, tanto para la televisión como para los medios impresos.

## Biografía
Su verdadero nombre era Eugene Joseph Huth, y nació en Akron (Ohio).
Además de su trabajo para Marlboro, McLean hizo el papel titular de la serie televisiva emitida en 1960 por la NBC Tate, actuando también en numerosas producciones televisivas y largometrajes en los años sesenta y setenta.
Participó en el episodio Come and Watch Me Die del año 1963 en el papel del Sheriff del condado, de la exitosa serie de televisión El fugitivo.
Fumador de toda la vida, McLean enfermó de enfisema en 1985, y en 1994 le extirparon un tumor pulmonar. Tras descubrir que tenía un cáncer de pulmón, se hizo activista antitabaco, y en una reunión de accionistas de Philip Morris, fabricante de Marlboro, McLean solicitó que limitaran su publicidad.
David McLean falleció a causa de su cáncer de pulmón el 12 de octubre de 1995 en Culver City. Tenía 73 años de edad. Fue enterrado en el Cementerio de Holy Cross en Culver City, California.
En 1996 la viuda y el hijo de McLean demandaron a Philip Morris por su muerte, alegando que el tabaco había sido la causa de su cáncer.